# الحسين أنفال
الحسين أنفال (15 سبتمبر 1952 - 22 أغسطس 2012) هو لاعب كرة قدم مغربي محترف لعب لنادي ستاد رين وللمنتخب المغربي.

## مهنة النادي
ولد الحسين في مدينة القنيطرة، ولعب كرة القدم مع النادي القنيطري، وفاز مع النادي بالبطولة الوطنية المغربية عام 1972-1973. ولعب في الدوري الفرنسي مع نادي رين، ولعب في الدوري الفرنسي الدرجة الثانية مع نادي كويمبيريوس.

## مهنة دولية
لعب الحسين عدة مباريات دولية مع المنتخب المغربي، وشارك في المباريات التأهيلية لكأس العالم 1974، وكأس العالم 1978. كما شارك في كأس الأمم الإفريقية 1978.

## روابط خارجية
- الحسين أنفال على موقع قاعدة بيانات كرة القدم.إي يو (الإنجليزية)